# Số chỉ nhịp
Số chỉ nhịp (nhiều khi chỉ được gọi là nhịp, tiếng Anh: time signature, meter signature, metre signature, hoặc measure signature) là những ký hiệu quy ước được sử dụng để xác định có bao nhiêu phách trong mỗi ô nhịp và giá trị nốt nhạc nào được gán cho mỗi phách.